# 膿盆

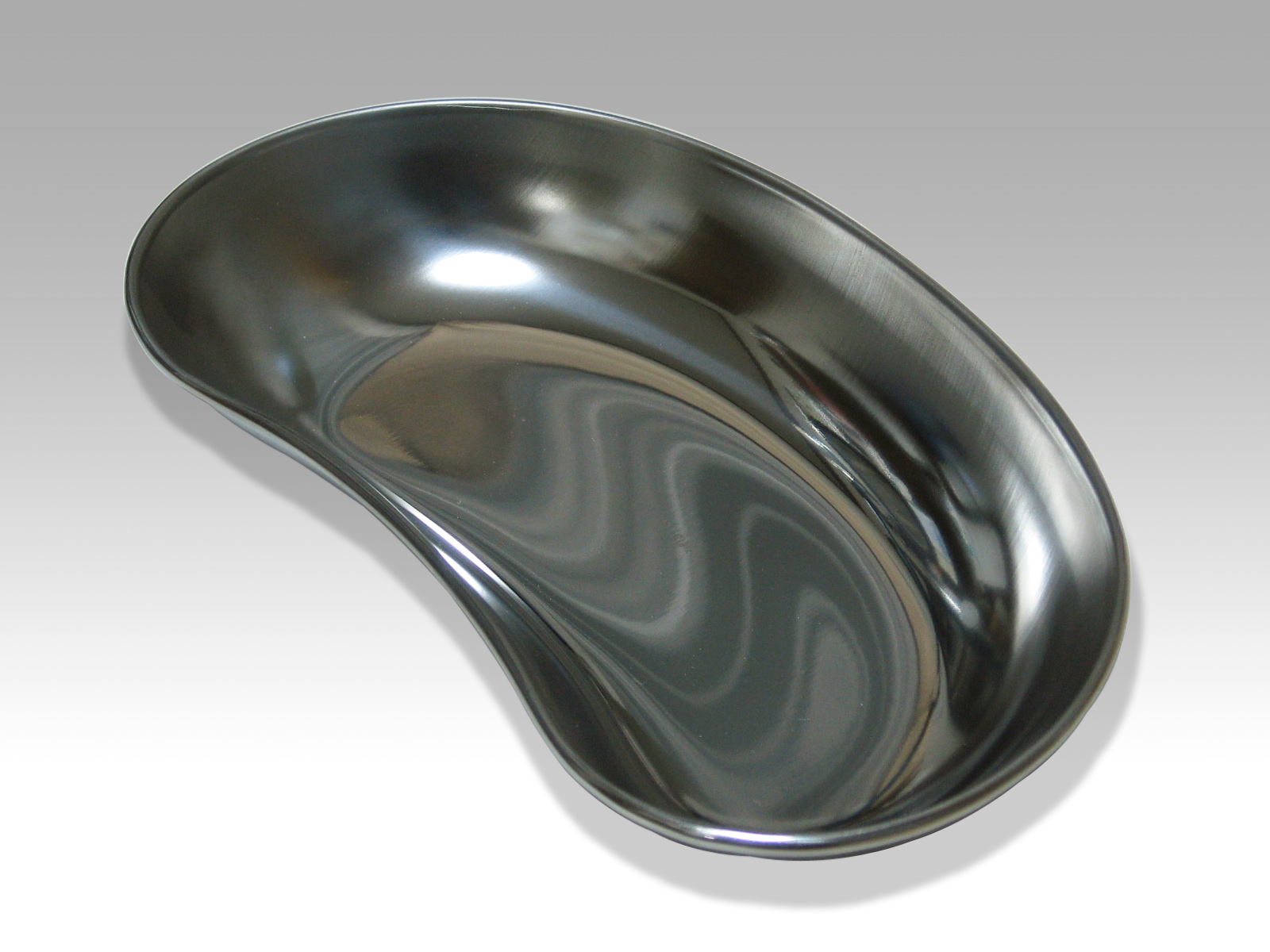
膿盆

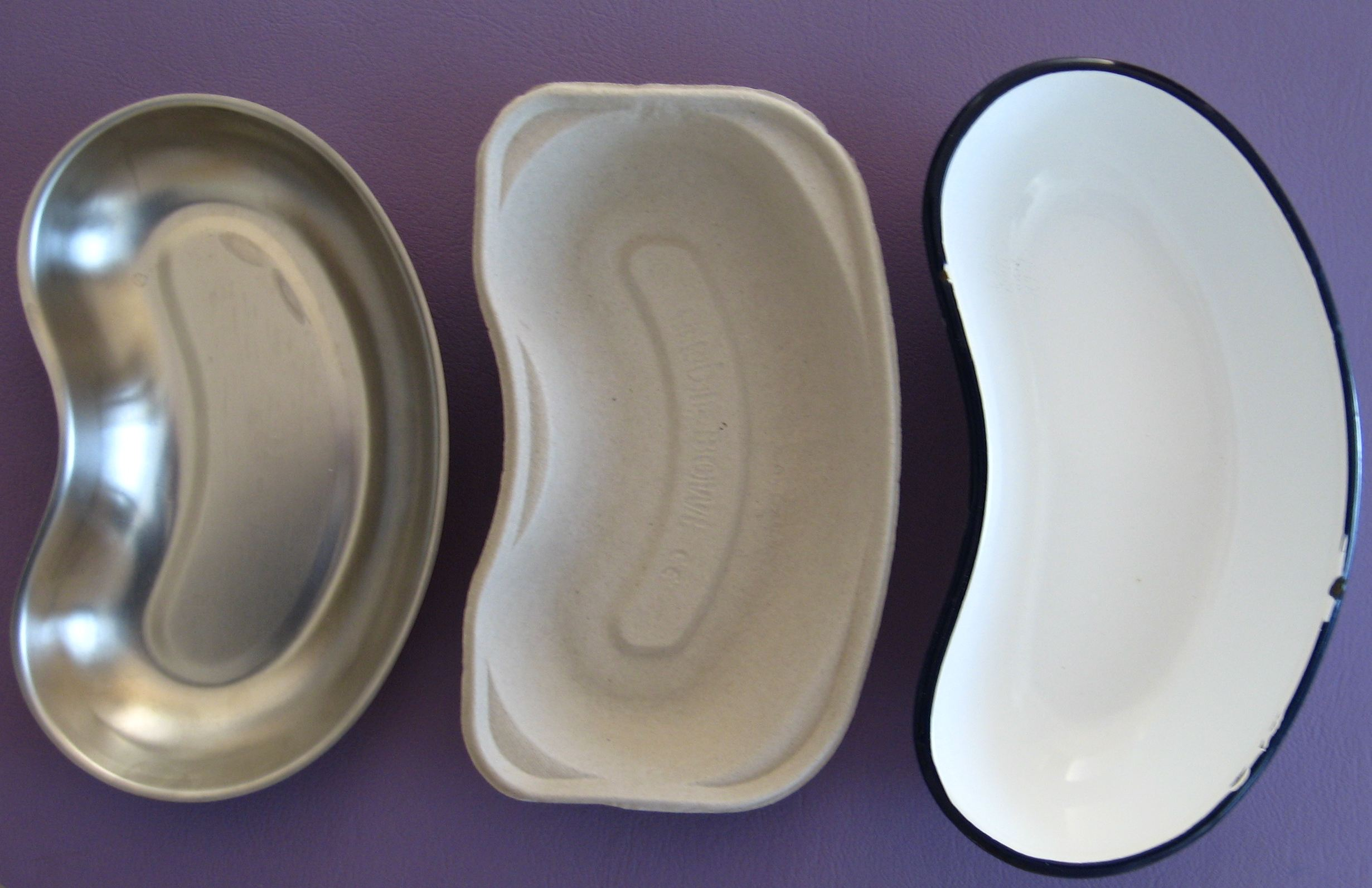
いろいろな膿盆

膿盆（のうぼん、英：kidney dish 独：Nierenschale）は医療器具の一つで、ソラマメのような形をしたトレイのことである。
ソラマメのような形をしている（くぼみがある）のは、嘔吐する際にそのくぼみの部分を顔に当てるなど、体に密着させやすくし、液体がこぼれないようにするためである。
主に医療機関などでさまざまな用途に使用されている。

## 用途
膿盆は、吐物や膿汁などの各種液体を受けたり、外傷処置時のゴミを入れたり、医療器具や切除・摘出したものなどを一時的に入れておくのに使用される。
サイズや深さはいろいろあり、用途に応じて使い分ける。

## 材質
材質は金属（ステンレス）製が主流だが、プラスチック製や紙製のものもある。また、金属製以外のものではディスポーザブル（使い捨て）の製品もある。